# Niantics
Pour les articles homonymes, voir Niantic.

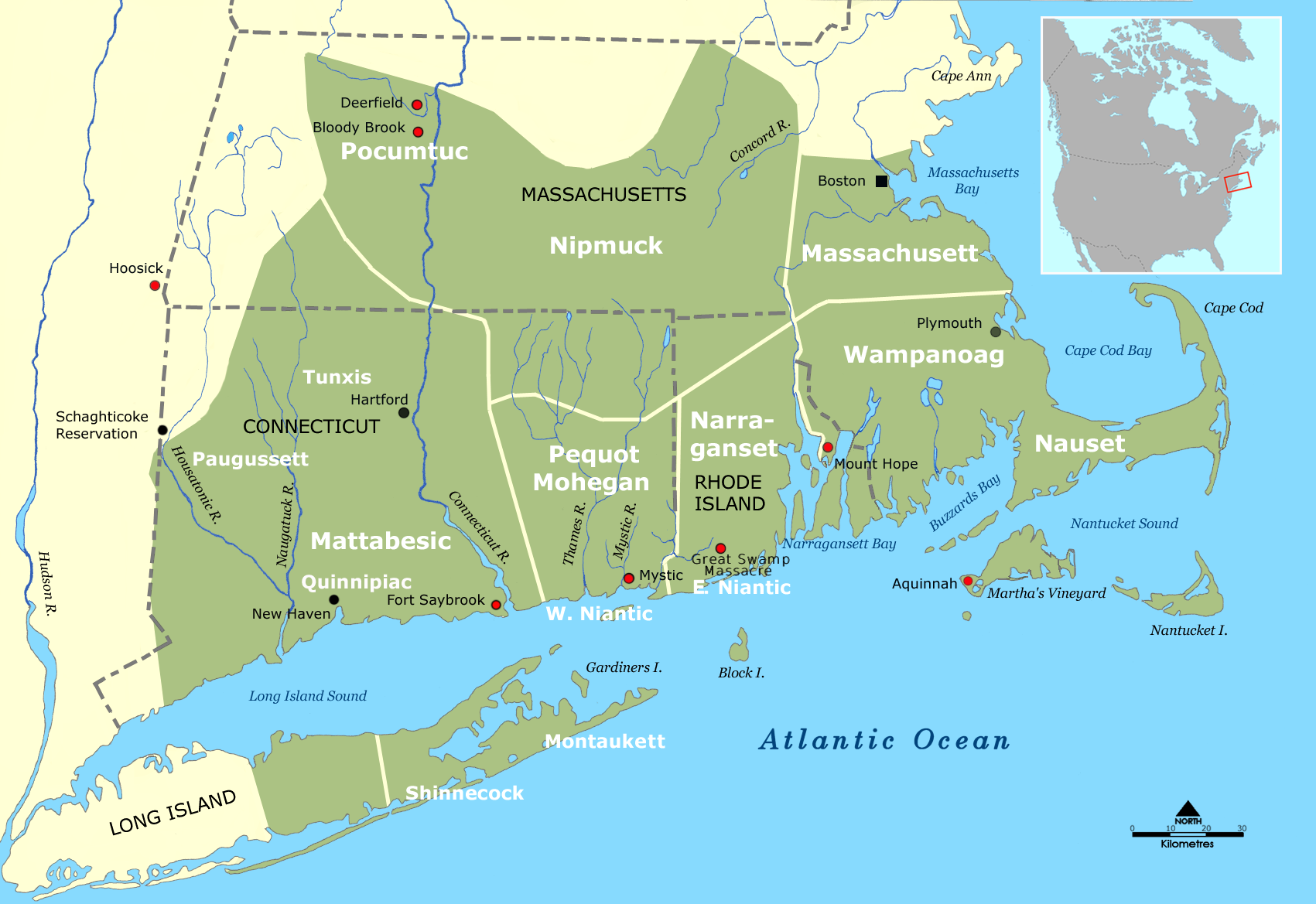
Répartition des peuples amérindiens dans le sud de la Nouvelle-Angleterre.

La tribu Niantic ou Nehântick ou Nehantucket était une tribu amérindienne habitant la région du Connecticut et de Rhode Island au nord-est des États-Unis. 

## Histoire
À la suite d'incursions de la tribu Pequot, la tribu fut scindée en deux groupes, un à l'est et l'autre à l'ouest. À l'ouest, la tribu Niantic (à l'est de l'embouchure du fleuve Connecticut) fut rattachée à la tribu Pequot. À l'est, la tribu Niantic s'allia avec la tribu Narragansett.
La scission entre les deux groupes fut si importante que la langue du groupe oriental fut par la suite classée en tant que dialecte Narragansett alors que la langue du groupe occidental fut classée en tant que Pequot-Mohegan.
Ces langues sont toutefois de type algonquine comme pour celles de leurs voisins Pequots, Montauks, Mohegans et Narragansetts. Nehântick signifie « des eaux au long cou » probablement en référence à la péninsule de Black Point située dans le village de Niantic (Connecticut). La tribu passait les étés à pêcher et à ramasser des fruits de mer. Ils se nourrissaient également de maïs et de haricots tant en pratiquant la chasse.
Des conflits eurent lieu entre la tribu et les premiers colons européens. Ces conflits menèrent à la guerre des Pequots en 1637. Ce conflit mena à la disparition presque totale de la tribu occidentale dont les survivants se joignirent aux Mohegans et Pequots. Certains d'entre eux fuirent à l'ouest pour rejoindre les Brothertown Indians en espérant éviter les représailles anglaises.
À la suite de la guerre du Roi Philip (1675-1676), les survivants de la tribu Narragansett joignirent le groupe orientale en si grand nombre que la tribu devint connue sous le nom de Narragansett.
En 1870, la tribu fut déclarée éteinte et leur réserve située à Black Point fut vendue. En 1886, leur cimetière fut désacralisé et revendu. On y construisit à la place la communauté de Crescent Beach. En 1988, des ossements furent découverts lors d'une construction.